# Гидроэлектроэнергетика Ирландии
Плоский рельеф острова Ирландия существенно влияет на её гидроэнергетический потенциал. В 2014 году ГЭС Республики Ирландия (без учёта ГАЭС) выработали 709 млн кВт·ч, что составило лишь 2,6 % от общего производства электроэнергии в стране. При благоприятных погодных условиях выработка может значительно увеличиваться, однако её доля остаётся небольшой — так, в 2008 году гидроэнергетика произвела 965 млн кВт·ч (3,1 % от общего объёма).

## ГЭС на Шенноне
Первая крупная гидроэлектростанция в Республике Ирландия была построена в 1920-х годах на реке Шеннон. Для работы деривационной ГЭС Ardnacrusha возвели плотину Parteen, направляющую воду в подводящий канал длиной 12,5 км. После ГЭС вода возвращается в русло через 2,5-километровый канал. При этом по старому природному руслу Шеннона длиной 17 км протекает лишь около 5 % общего стока, что негативно повлияло на популяцию дикого атлантического лосося. До создания гидроузла здесь ежегодно нерестилось до 45 тыс. взрослых особей, сейчас же лишь несколько сотен рыб преодолевают плотину. Сооружение также серьёзно воздействует на популяцию угря, и даже специальная программа по их отлову и транспортировке не даёт значимых результатов. Несмотря на экологические последствия, ГЭС Ardnacrusha сыграла ключевую роль в энергосистеме страны. Эта крупнейшая ирландская ГЭС (86 МВт) изначально обеспечивала все энергопотребности Ирландии. С развитием энергетики её значение снизилось, но как маневровые мощности она сохраняет важность.

## Каскад ГЭС на Лиффи
Река Лиффи стала вторым гидроресурсом Ирландии, используемым для выработки электроэнергии. ГЭС строились у естественных водопадов: в 1930–1940-х годах здесь возвели три станции. Два гидроагрегата крупнейшей из них, ГЭС Poulaphouca, имели суммарную мощность 30 МВт, тогда как небольшие станции Golden Falls и Leixlip — по одному агрегату на 4 МВт.
Если Poulaphouca и Golden Falls расположены далеко от моря, выше основных нерестилищ, то ГЭС Leixlip, находящаяся в 56 км ниже по течению, стала серьёзным препятствием для миграции рыб (несмотря на скромную мощность в 4 МВт).

## Каскад ГЭС на Эрне
Ещё в 1915 году появились предложения по использованию реки Эрне, где перепад высот между Belleek и Ballyshannon достигает 40 метров. Проект удалось реализовать лишь после одобрения Северной Ирландии, на чью территорию приходится половина водосборного бассейна. Строительство началось в 1945 году в районе Ballyshannon. Для возведения двух плотин сначала прорыли 6-километровый обводной канал. Ввод в эксплуатацию в 1952 году включал две ГЭС: Cathleen's Fall (45 МВт) и Cliff (20 МВт). Близость нижней станции к устью (1,5 км) серьёзно повлияла на ловлю атлантического лосося.

## ГЭС на Ли и Клади
Последним крупным ирландским каскадом стал комплекс на реке Ли, построенный в 1952–1957 годах. Крупнейшая станция Inniscarra (19 МВт) и ГЭС Carrigadrohid (8 МВт) традиционно повлияли на нерестилища лосося и угря.
В 1959 году государственная компания ESB завершила строительство ГЭС на реке Клади. Уровень озера Dunlewey Lough подняли с помощью плотины Cung, а озеро Lough Nacung стало нижним резервуаром. Вода направляется через 2,5-километровый деривационный канал к машинному залу, однако мощность всей схемы составляет лишь 4 МВт.

## Малая гидроэнергетика
После завершения строительства ГЭС на Клади в конце 1950-х новые проекты замерли до 1980-х, когда частный сектор получил право развивать малую гидроэнергетику. Согласно исследованию 1997 года, потенциал сектора оценивался в 50–100 МВт. К 2010 году в Ирландии насчитывалось около 50 малых ГЭС общей мощностью 42 МВт с годовой выработкой 227 млн кВт·ч. Планы до 2020 года включали строительство 10 новых станций с доведением мощности до 60 МВт.

## ГАЭС Ирландии
Единственная ГАЭС Ирландии — Turlough Hill — введена в эксплуатацию в 1973–1974 годах. Расположенная в горах Уиклоу к югу от Дублина, она использует естественное озеро Lough Nahanagan в качестве нижнего резервуара и искусственный верхний водоём. Четыре гидроагрегата по 73 МВт (суммарно 292 МВт) делают её крупнейшей гидростанцией страны. ГАЭС способна начать подачу энергии в сеть за 70 секунд. С 2004 года здесь находится центр управления всеми ирландскими ГЭС.
С развитием ветроэнергетики рассматривается проект второй ГАЭС стоимостью 650 млн евро. Особенность — использование заброшенной шахты глубиной 230 метров (закрыта в 1993 году) вместо естественного рельефа. Строительство возможно после 2022 года.